# خانات مرند
خانات مرند (انگلیسی: Marand Khanate) یکی از خانات آذربایجان ایران مستقر در شهر مرند بود. این خانات واقع در آذربایجان و بیش از ۸۰ سال به صورت نیمه مستقل از سرزمین ایران تبدیل شده بود.